# Xalet

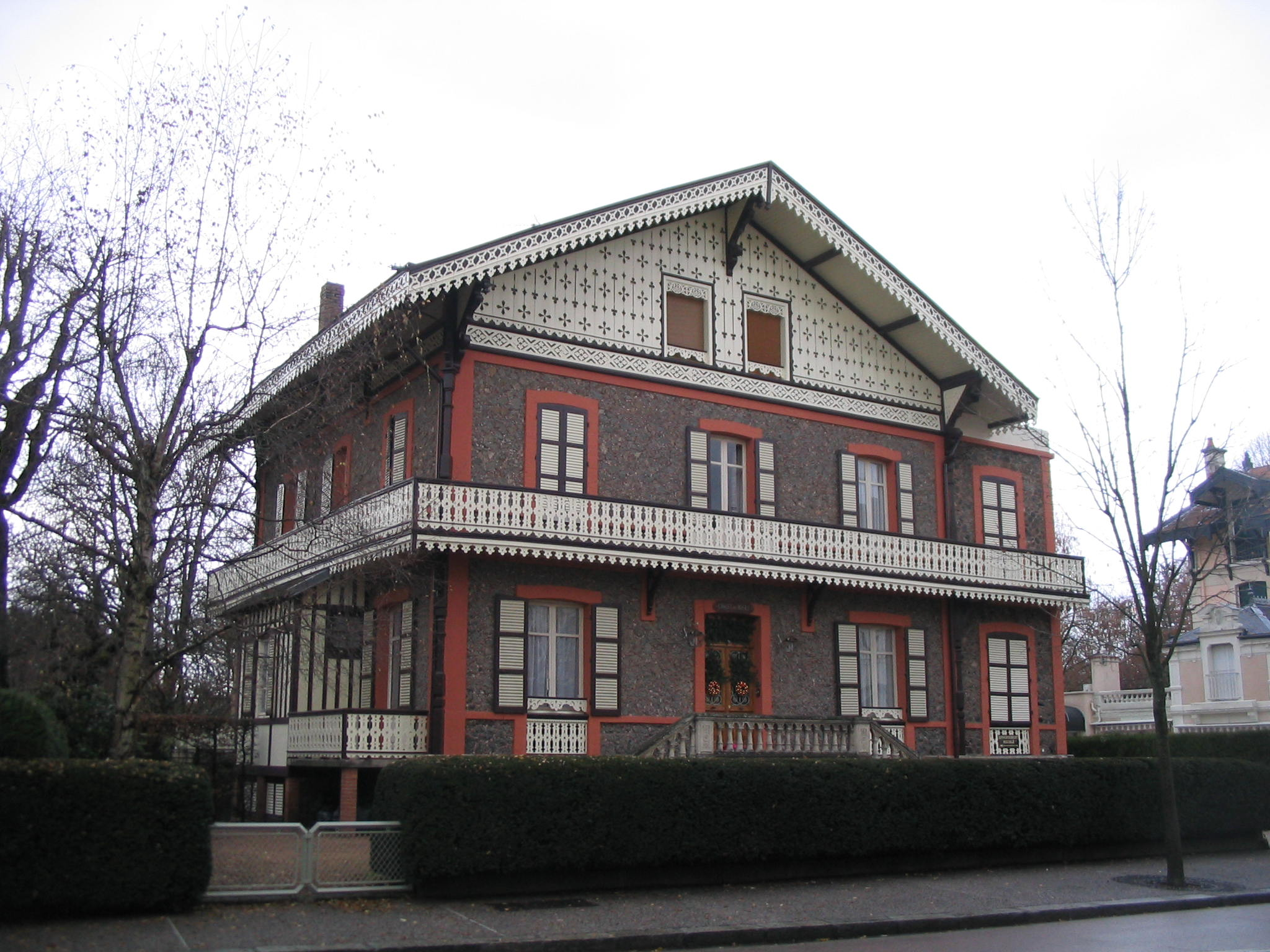
Xalet francès a Vichèi.

Un xalet o torre és un habitatge unifamiliar, envoltada de jardí. És una extensió de significació del xalet de Suïssa, habitatges de fusta a la muntanya, encara que amb bases de pedra, característic de la regió Alpina i de la Serralada del Jura. A la península ibèrica es fa servir per a referir-se a qualsevol casa de camp o segona residència construït al mig d'un jardi, sense parets mitgers.
El mot xalet prové del francès de Suïssa (chalet) i significava la cabana de fusta d'un pastor. La paraula és parent amb el catala «cala», lloc de refugi o de recer, d'origen preromà. Enllà del pirineu, el terme es limita a les típiques habitatges en estil suís.

## El xalet suís
És un habitatge unifamiliar que d'altra banda pot tenir usos molt diversos, ja que a més d'habitatge serveix també d'estable, graner, taller, magatzem, etc. Tradicionalment es construeix de tres plantes, tenint cadascuna d'elles un propòsit específic atenent a les diferents estacions de l'any. Recentment l'ús dels xalets ha deixat de tenir aquest propòsit d'habitatge rural i, encara que es coninuen construint amb una arquitectura similar o es remodelen els vells habitatges, s'empren ara amb fins turístics restaurants, hotels i habitatges de vacances.

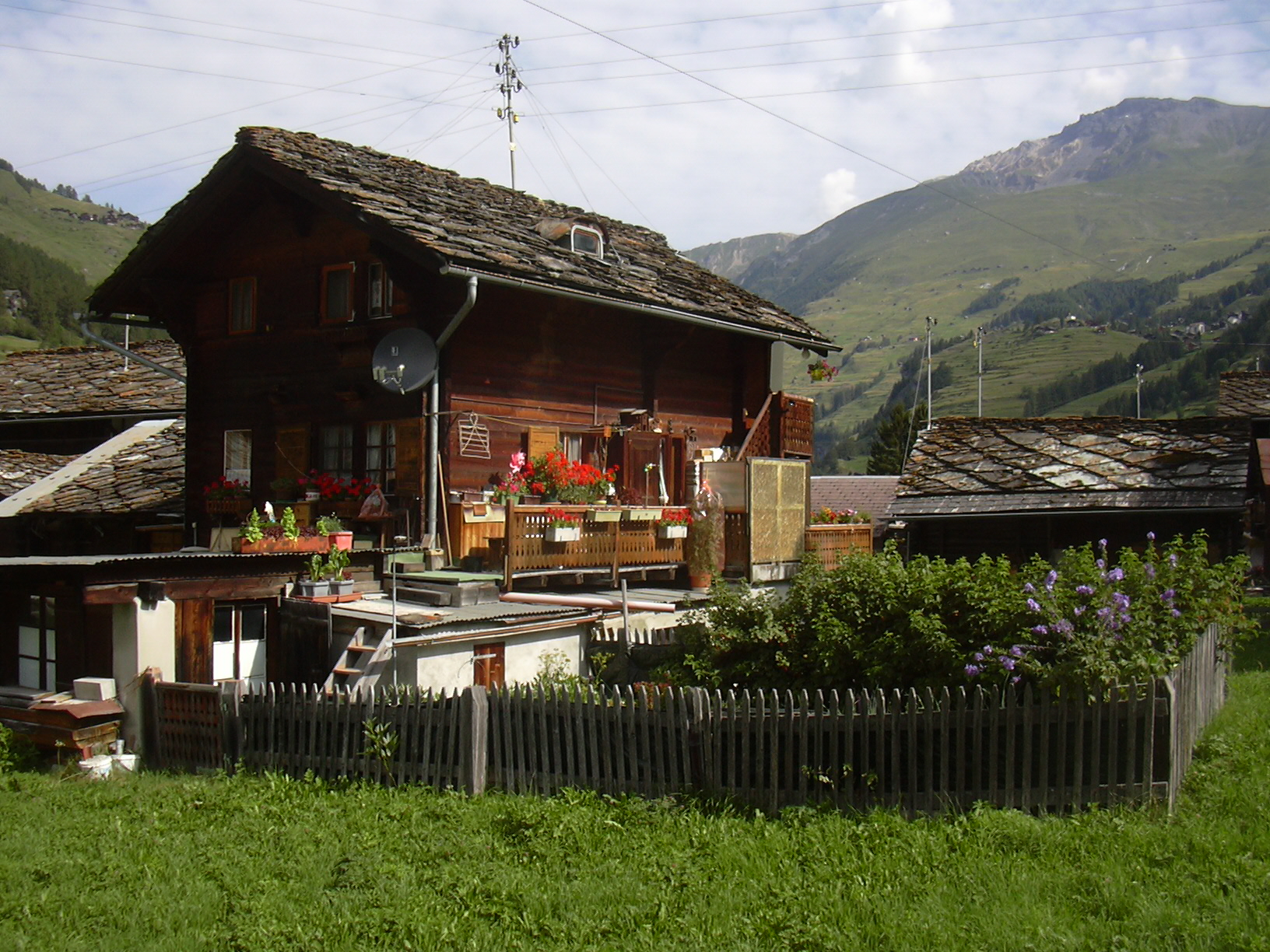
Xalet a Les Haudères, Cantó del Valais, Suïssa.

Molts xalets dels Alps europeus van ser usats originàriament com granges estacionals per al bestiar de Tambo o transhumant que seria després criat a les pastures de les terres altes durant l'estiu i estabulat durant l'hivern. Els pastors i les seves famílies vivien al xalet, al pis intermedi i tenien el bestiar els estables a la planta baixa i el paller o graner al pis superior amb sostre a dues aigües. Els pagesos hi fabricaven formatge i mantega. Aquesta disposició arquitectònica dels xalets permetia aprofitar al màxim les possibilitats tèrmiques de l'habitatge per a adaptar-les al canvi de les estacions: durant l'hivern, el bestiar estava a la planta baixa (en els estables) i servia de calefacció a tota la casa amb la fermentació de l'adob que produïen amb la palla del sòl. I també a l'hivern, el sostre a dues aigües cobria el graner, el qual tenia un efecte aïllant del fred ambiental (aire i neu acumulada al sostre).
Durant l'estiu, el bestiar era traslladat a les pastures de muntanya (pastures alpins, que a Amèrica del Sud correspondrien a la vegetació erms) on els pastors tenien una o dues barraques similars als xalets però molt més precàries, ja que només servien per a resguardar i de picada perquè els animals passessin la nit. El trasllat a les pastures alpins avançava en alçada a mesura que les neus anaven fonent durant la primavera, i era portat a terme pels pastors pertanyents a la família i que tradicionalment eren joves d'ambdós sexes, especialment, homes.
El xalet té certes semblances amb la masia, que també és un habitatge majoritàriament agrícola, encara que aquesta última era una casa de grans dimensions que no es construïa amb fusta, i que es dedicava a tasques més agrícoles que ramaderes en parcel·les bastant extenses. En aquest sentit possiblement s'aproximaria més, pel que fa a les funcions, a la borda típicament pirinenca.

## Ús a Amèrica del Nord
En les zones d'esquí a Amèrica del Nord de xalet també es fa servir per a descriure edificis com una cafeteria casolana o altres serveis turístics, encara que d'aparença sigui diferent dels xalets tradicionals suïssos.
Un model d'autocaravana tipus càmper de la Chevrolet dels anys 1970 es deia Blazer Chalet.